# Вилфред Бони
Вилфред Гемијан Бони (енгл. Wilfried Guemiand Bony; 10. децембар 1988) је фудбалер из Обале Слоноваче који наступа за Свонзи сити и репрезентацију Обале Слоноваче. Игра на позицији нападача..

## Детињство и младост
Рођен је у Бенжервилу, 10. децембра 1988. Почео је да игра фудбал у раној младости.

## Светско првенство у фудбалу 2014.
На Светском првенству у фудбалу 2014. играо је за Обалу Слоноваче. На првој утакмици против Јапана постигао је гол главом. Утакмица је завршила победом Обале Слоноваче 2-1.

## Трофеји

### Спарта Праг
- Првенство Чешке (1) : 2009/10.

### Манчестер сити
- Лига куп Енглеске (1) : 2015/16.

### Репрезентација Обале Слоноваче
- Афрички куп нација (1) : 2015.